# Paragem de Cigarrosa
A Paragem de Cigarrosa, igualmente conhecida como Sigarrosa, é uma interface encerrada da Linha do Corgo, que servia a localidade de Sigarrosa, no Município de Vila Real, em Portugal.

## História
Esta interface localiza-se no troço da Linha do Corgo entre Vila Real e Pedras Salgadas, que foi inaugurado no dia 15 de Julho de 1907.
Em 2 de Janeiro de 1990, a empresa Caminhos de Ferro Portugueses encerrou o lanço entre Chaves e Vila Real.